# Two Deaths
Two Deaths é um filme britânico de 1995 dirigido por Nicolas Roeg e estrelado por Michael Gambon e Sônia Braga.

## Elenco
- Michael Gambon.....Daniel Pavenic
- Sonia Braga.....Ana Puscasu
- Patrick Malahide.....George Bucsan
- Ion Caramitru.....Carl Dalakis
- Nickolas Grace.....Marius Vernescu
- John Shrapnel.....Cinca
- Ravil Isyanov.....Tenente
- Sevilla Delofski.....Elena
- Matthew Terdre.....Leon
- Lisa Orgolini.....Ana jovem

## Lançamento
O filme estreou no Festival Internacional de Cinema de Toronto em 1995, antes de ser lançado em 1996.